# Лудобот
Лудобот (од лат. ludo што значи игра, и једној од скраћеница bot што за реч робот) је врста вештачког друштва за људе: „робот за забаву“.
Пример је Сонијев Аибо, који је у ствари робот-пас, кућни љубимац који одраста за време свог боравка уз господара и може да научи да извршава до сто гласовних команди, што не значи да ће увек желети да ради оно што господар жели.
Једноставнији су примери дигиталних кућних љубимаца, симулираних преко рачунара, као што су Неопетс (Neopets), Тамагочији (Tamagotchis) или Дигипетс (Digipets).